# Andrzej Miklaszewski
Andrzej Miklaszewski – polski architekt, wykładowca na wydziale architektury Politechniki Warszawskiej, członek SARP.

## Życiorys
W 1968 roku ukończył studia na Politechnice Warszawskiej, na wydziale architektury. Po ukończeniu studiów pełnił na tym wydziale funkcję asystenta. W latach 1974–1982 był stałym projektantem Przedsiębiorstwa Wystaw i Targów Zagranicznych POLEXPO. W roku 1991 razem z Konradem Kucza-Kuczyńskim założył biuro projektowe Atelier 2.
Najważniejsze projekty jego autorstwa (większość we współpracy z Konradem Kucza-Kuczyńskim):
- Kościół Nawrócenia św. Pawła Apostoła w Warszawie (1984)
- Dom Pracy Twórczej Polskiej Akademii Nauk w Wierzbie (1990),
- Aula im. o. Kordeckiego w klasztorze jasnogórskim (1992–1993)
- modernizacja wnętrz Katedry polowej WP w Warszawie (1994);
- PSM Idealne Mieszkanie w Warszawie róg ulic Poznańskiej i Hożej (Hoża Bis) (2000).

Aula im. o. Kordeckiego znalazła się w grupie dwudziestu przełomowych dla polskiej architektury, wyróżniających się na tle czasów, wydarzeń i w rozumieniu odbiorców () obiektów wybranych spośród 220 budynków wzniesionych po 1989 r., w celu reprezentowania Polski na wystawie Polska. Ikony architektury. 
Budynek Hoża-Bis na rogu Hożej i Poznańskiej został nagrodzony Nagrodą Ministra Infrastruktury II stopnia. Został on również nominowany do nagrody głównej w kategorii budynków wielorodzinnych w konkursie Życie w architekturze.